# Ben Okri
Ben Okri (ur. 15 marca 1959 w Minnie) – nigeryjski powieściopisarz i poeta.

## Życiorys
Większość życia, w tym dzieciństwo, spędził w Anglii. W Nigerii przeżył wojnę domową (secesja Biafry). Studiował na University of Essex. W 1991 za powieść Droga bez dna (The Famished Road) zdobył Nagrodę Bookera, będąc wówczas najmłodszym laureatem w jej historii. W 2001 odznaczony Orderem Imperium Brytyjskiego IV klasy (OBE). Doktor honoris causa University of Westminster (1997) University of Essex (2002).

## Twórczość

### Powieści
- Flowers and Shadows (1980)
- The Landscapes Within (1981)
- The Famished Road (1991) – wyd.pol. Droga bez dna, Zysk i S-ka 1994, tłum. Krzysztof Mazurek
- Songs of Enchantment (1993) – wyd. pol. Pieśni zaczarowania, Zysk i S-ka 1998, tłum. Tomasz Bieroń
- Astonishing the Gods (1995)
- Birds of Heaven (1995)
- Dangerous Love (1996)
- Infinite Riches (1998)
- In Arcadia (2002)
- Starbook (2007)

### Poezje, eseje, opowiadania
- Incidents at the Shrine (1986)
- Stars of the New Curfew (1988)
- An African Elegy (1992)
- A Way of Being Free (1997)
- Mental Fight (1999)
- Tales of Freedom (2009)
- A Time for New Dreams (2011)
- Wild (2012)